# المعهد الموسيقي الأعلى لليكاو
المعهد الموسيقي الأعلى لليكاو (بالإنجليزية: Conservatori Superior de Música del Liceu)‏ هي، تأسست في 21 فبراير 1837، في إسبانيا.